# ريتشوير
ريتشوير (بالإنجليزية: Reachware) هي شركة سعودية مقرها الرياض، تأسست عام 2021، تعمل في مجال الأتمتة وربط الأنظمة.

## التاريخ
أسس حمزة أبوستة وميسرة مشعل شركة ريتشوير في عام 2021. في فبراير 2023، وقعت شركة حلول الضيافة للتجارة والتسويق اتفاقية شراكة مع ريتشوير بهدف تسهيل الربط التقني بين منصة ودك للحجوزات والتطبيقات السحابية الأخرى التي تخدم قطاع الأغذية والمشروبات. تم توقيع الاتفاقية من قبل الرئيس التنفيذي لشركة حلول الضيافة، عذبي العقيل، والرئيس التنفيذي لريتشوير، حمزة أبو ستة.
في أغسطس 2024، قامت WalaPlus بشراكة مع ريتشوير لترقية برامج الولاء. في سبتمبر، أعلنت شركة ريتشوير عن جمع تمويل بقيمة 3 ملايين دولار، بقيادة شركة سدو المالية، بمشاركة من 500 سنابل للاستثمار وشركة علم. في فبراير 2025، أعلنت شركة ريتشوير عن اتفاقية شراكة مع PayMob.

## الجوائز
في عام 2023، تم اختيار ريتشوير كأفضل شركة ناشئة في المملكة العربية السعودية في جوائز الشركات الناشئة في الشرق الأوسط، والتي أُقيمت في رأس الخيمة، الإمارات العربية المتحدة. في أغسطس 2024، تم اختيار ريتشوير من قبل KPMG كواحدة من ثماني شركات سعودية ناشئة للمشاركة في النهائي العالمي لمبتكري التكنولوجيا. في نوفمبر، حصلت ريتشوير على جائزتين من مجلة إنترناشونال بيزنس وهما أفضل شركة iPaaS في الشرق الأوسط لعام 2024 وأفضل منصة ربط كخدمة (iPaaS) في المملكة العربية السعودية لعام 2024.

## روابط خارجية
- الموقع الرسمي